# Chihiro Yonekura
Chihiro Yonekura (米倉 千尋, Yonekura Chihiro), née le 19 août 1972 à Yokohama, est une chanteuse japonaise.

## Discographie
elle a écrit Yakusoku No hi qui fut reprise pour être l'opening 14 de l'anime "Fairy Tail"